# Mispila philippinica
Mispila philippinica är en skalbaggsart som beskrevs av Heller 1924. Mispila philippinica ingår i släktet Mispila och familjen långhorningar.
Artens utbredningsområde är Filippinerna. Inga underarter finns listade i Catalogue of Life.